# Plateau (delstat)
 For alternative betydninger, se Plateau (flertydig). (Se også artikler, som begynder med Plateau)
Plateau er en delstat i centrale Nigeria. Den har fået sit navn efter Josplateauet med hovedbyen Jos. Delstaten Nassarawa indgik frem til 1996 i Plateau, men dannede da deres egen delstat.

## Eksterne kilder og henvisninger
1. ↑  National Bureau of Statistics, Nigeria, provisorisk resultat fra folketællingen 21. marts 2006.

- Plateau i Store norske leksikon, hentet 9. november 2010
- Delstatens officielle websted

9°10′N 9°45′Ø / 9.167°N 9.750°Ø